# 伊朗地震工程和地震学研究所
伊朗地震工程和地震学研究所（英語：Iran Reservoir Seismic Network），是伊朗的一个综合性国际地震研究机构，是隶属于伊朗科技部的国家级研究所。
两伊地区是中东地震频发的地区之一。伊朗地处阿拉伯板块和亚欧板块的隐没带附近，历史上曾多次发生重大地震。1989年，伊朗地震工程和地震学研究所在联合国教科文组织第24届全体会议决议的建议下开始调整组建伊朗地震工程和地震学研究所。该研究所自设立后就成为伊朗科学技术部的直属研究所之一。
这一机构主要任务是通过促进减震技术、地震学和地震工程学等领域的研究和教育，达到伊朗和周边地区地震减灾目标。伊朗地震工程和地震学研究所的研究领域涉猎广泛，包括灾害评估、防灾减灾和应急救灾等。该研究所同时是一个科研机构，能够培养地震学和地震工程学博士。
伊朗地震研究所下设地震学研究中心、地学技术工程中心、结构工程中心、灾害对策研究中心和国家地震预报中心等五个组成部门。该研究所同时代表伊朗政府对伊朗国家地震台网和伊朗水库地震台网进行质量技术监督。
在国际合作方面，中国地震局研究人员指出，两国可以在水库诱发地震的研究、宽频带数字地震台网和宽频带数字地震仪两个方面加强合作。中国政府将积极考虑向伊朗援助地震观测设备。